# Sinton (Texas)
Sinton è un comune (city) degli Stati Uniti d'America e capoluogo della contea di San Patricio nello Stato del Texas. La popolazione era di 5.665 abitanti al censimento del 2010.

## Geografia fisica
Sinton è situata a 28°02′05″N 97°30′32″W (28.034824, -97.508942).
Secondo lo United States Census Bureau, la città ha una superficie totale di 7,31 km², dei quali 7,29 km² di territorio e 0,03 km² di acque interne (0,35% del totale).

## Storia
La cittadina è nota per il suo Rob and Bessie Welder Wildlife Park, un'area ricreativa di 3.000 acri appartenente alla città. Nel 1990 la popolazione era di 5.549 abitanti. La popolazione era di 5.676 abitanti nel 2000.

## Società

### Evoluzione demografica
Secondo il censimento del 2010, la popolazione era di 5.665 abitanti.

### Etnie e minoranze straniere
Secondo il censimento del 2010, la composizione etnica della città era formata dall'87,13% di bianchi, il 2,42% di afroamericani, lo 0,48% di nativi americani, lo 0,48% di asiatici, lo 0% di oceanici, il 7,66% di altre razze, e l'1,84% di due o più etnie. Ispanici o latinos di qualunque razza erano il 71,63% della popolazione.